# Indywidualne Mistrzostwa Polski w Zapasach 1973

## Mistrzostwa Polski w Zapasach1973

### Mężczyźni
- styl wolny

26. Mistrzostwa Polski – x – x 1973, Poznań
- styl klasyczny

43. Mistrzostwa Polski – x – x 1973, Włocławek

## Medaliści

### Mężczyźni

#### Styl wolny
| Kategoria:   | Złoto:                               | Srebro:                              | Brąz:                                  |
| 48 kg        | Roman Ratayczyk Sulmirczyk Krotoszyn | Edward Worek Stal Rzeszów            | Józef Kotowicz Górnik Zabrze           |
| 52 kg        | Andrzej Kudelski Gwardia Warszawa    | Władysław Stecyk Grunwald Poznań     | Wiesław Kończak Lotnik Wrocław         |
| 57 kg        | Grzegorz Olearczyk GKS Tychy         | Leszek Wojciechowski Grunwald Poznań | Marek Misiak Boruta Zgierz             |
| 62 kg        | Zbigniew Żedzicki GKS Tychy          | Marian Filipowicz Boruta Zgierz      | Stanisław Arian Stal Rzeszów           |
| 68 kg        | Włodzimierz Cieślak Boruta Zgierz    | Władysław Kozłowski Boruta Zgierz    | Tadeusz Godyń GKS Tychy                |
| 74 kg        | Józef Durski Lotnik Wrocław          | Stanisław Antkowicz Stal Rzeszów     | Janusz Pająk GKS Tychy                 |
| 82 kg        | Ryszard Lasota Stal Rzeszów          | Michał Busse Budowlani Łódź          | Tadeusz Wasiak Budowlani Łódź          |
| 90 kg        | Paweł Kurczewski Budowlani Łódź      | Edward Żmudziejewski Stal Rzeszów    | Marian Malinowski Rzemieślnik Warszawa |
| 100 kg       | Ryszard Długosz Stal Rzeszów         | Stefan Kiełbowski Gwardia Warszawa   | Tadeusz Krupa Wiking Wolin             |
| ponad 100 kg | Stanisław Makowiecki Stal Rzeszów    | Wiesław Bocheński Gwardia Warszawa   | Jan Wojtachno Lotnik Wrocław           |

#### Styl klasyczny
| Kategoria:   | Złoto:                                 | Srebro:                               | Brąz:                                      |
| 48 kg        | Bernard Szczepański GKS Katowice       | Ryszard Świerad Wisłoka Stomil Dębica | Stefan Ziętek (?) Gwardia Warszawa         |
| 52 kg        | Jerzy Jaroszek Unia Racibórz           | Jerzy Bujak Gwardia Warszawa          | Andrzej Mateja Legia Warszawa              |
| 57 kg        | Jan Michalik Wisłoka Stomil Dębica     | Janusz Marciniak Zagłębie Wałbrzych   | Józef Kaleta Legia Warszawa                |
| 62 kg        | Kazimierz Lipień Wisłoka Stomil Dębica | Eugeniusz Bojko GKS Katowice          | Stefan Ziętek (?) Gwardia Warszawa         |
| 68 kg        | Andrzej Supron GKS Katowice            | Ludwik Romański Gwardia Warszawa      | Zbigniew Grabowski Zagłębie Wałbrzych      |
| 74 kg        | Stanisław Krzesiński GKS Katowice      | Andrzej Franas Pafawag Wrocław        | Ryszard Rybka Zagłębie Wałbrzych           |
| 82 kg        | Marian Czardybon Siła Mysłowice        | Antoni Masternak GKS Katowice         | Adam Ostrowski Legia Warszawa              |
| 90 kg        | Czesław Kwieciński Siła Mysłowice      | Włodzimierz Smoliński Legia Warszawa  | ???                                        |
| 100 kg       | Kazimierz Pryczkowski Cartusia Kartuzy | Wacław Orłowski Wisłoka Stomil Dębica | Andrzej Skrzydlewski Wisłoka Stomil Dębica |
| ponad 100 kg | Henryk Bierła GKS Katowice             | Henryk Tomanek GKS Katowice           | ???                                        |